# Episodi di Benjamin Lebel - Delitti D.O.C.
Gli episodi della serie televisiva Benjamin Lebel - Delitti D.O.C. sono stati trasmessi dal 12 febbraio 2011 al 21 gennaio 2017 dalla rete francese France 3, dall'emittente belga RTBF e dalla televisione svizzera RTS Un.
In Italia, la serie è andata in onda solo per cinque stagioni dal 20 giugno al 26 settembre 2015 su LA7, mentre le ultime due sono inedite.
La serie si è conclusa dopo che sono stati prodotti 22 episodi, trasmessi nell'arco di sette stagioni televisive.
| Stagione | Titolo originale                    | Titolo italiano                     | Prima TV Francia/Belgio/Svizzera | Prima TV Italia   |
| -------- | ----------------------------------- | ----------------------------------- | -------------------------------- | ----------------- |
| 1        | Les Larmes de Pasquin               | Le lacrime di Pasquin               | 12 febbraio 2011                 | 20 giugno 2015    |
| 2        | Le Dernier Coup de Jarnac           | L'alchimista di Jarnac              | 10 dicembre 2011                 | 27 giugno 2015    |
| 2        | La Robe de Margaux                  | Il caso Margaux                     | 28 gennaio 2012                  | 4 luglio 2015     |
| 2        | Mission à Pessac                    | Missione a Pessac                   | 4 febbraio 2012                  | 11 luglio 2015    |
| 3        | Noces d'or à Sauternes              | Nozze d'oro a Sauternes             | 1º dicembre 2012                 | 1º agosto 2015    |
| 3        | Les veuves soyeuses                 | Lo Champagne delle vedove           | 9 marzo 2013                     | 8 agosto 2015     |
| 3        | Boire et déboires en Val de Loire   | Vini e guai nella valle della Loira | 16 marzo 2013                    | 15 agosto 2015    |
| 3        | Question d'eau de vie… ou de mort   | L'acqua vite della discordia        | 6 aprile 2013                    | 22 agosto 2015    |
| 4        | Du Raffut à Saint-Vivant            | Scandalo a Saint-Vivant             | 11 gennaio 2014                  | 29 agosto 2015    |
| 4        | Vengeances tardives en Alsace       | Una vendetta dal passato            | 18 gennaio 2014                  | 5 settembre 2015  |
| 4        | Cauchemar en Côtes-de-Nuits         | Incubo in Côtes-de-Nuits            | 25 gennaio 2014                  | 5 settembre 2015  |
| 4        | Le Mystère du vin jaune             | Il mistero del vino Jaune           | 15 febbraio 2014                 | 12 settembre 2015 |
| 5        | Massacre à la sulfateuse            | Le dame di Avignone                 | 15 novembre 2014                 | 12 settembre 2015 |
| 5        | Coup de tonnerre dans les Corbières | Incidente alle Corbières            | 13 dicembre 2014                 | 19 settembre 2015 |
| 5        | Chaos dans le vin noir              | Sete di potere                      | 27 dicembre 2014                 | 26 settembre 2015 |
| 6        | Un coup de rosé bien frappé         |                                     | 23 ottobre 2015                  | inedite           |
| 6        | Médoc sur ordonnance                |                                     | 24 ottobre 2015                  | inedite           |
| 6        | Pour qui sonne l'angélus            |                                     | 5 dicembre 2015                  | inedite           |
| 6        | Ne tirez pas sur le caviste         |                                     | 12 dicembre 2015                 | inedite           |
| 7        | Retour à Nantes                     |                                     | 2 dicembre 2016                  | inedite           |
| 7        | Le vin nouveau n'arrivera pas       |                                     | 12 gennaio 2017                  | inedite           |
| 7        | Crise aigüe dans les Graves         |                                     | 21 gennaio 2017                  | inedite           |

## Le lacrime di Pasquin
- Titolo originale: Les Larmes de Pasquin
- Diretto da: Marc Rivière
- Scritto da: Jacques e Christiane Lebrima

### Trama
Un eminente enologo francese Benjamin Lebel si sta preparando per recarsi a Bordeaux, ma il comandante di polizia Barbaroux lo interrompe per indagare sull'omicidio di un ottantenne.

## L'alchimista di Jarnac
- Titolo originale: Le Dernier coup de Jarnac
- Diretto da: Marc Rivière
- Scritto da: Jacques e Christiane Lebrima

### Trama
Benjamin viene incaricato da alcuni comproprietari di una casa di liquori situata a Jarnac per effettuare una revisione dei conti e di verificare lo stato delle azioni della società per vendere l'azienda a dei giapponesi. Ma, uno dei comproprietari viene trovato cadavere nel fiume, e Benjamin e Barbaroux indagano.

## Il caso Margaux
- Titolo originale: La Robe de Margaux
- Diretto da: Marc Rivière
- Scritto da: Jacques Lebrima e Daniel Tonachella

### Trama
Sulla strada per Bordeaux, Benjamin vede per caso sua figlia Margaux, che crede sia a New York, in compagnia del suo amante (in realtà era un nuovo direttore di un'azienda enologa) in un'auto decappottabile. Qualche giorno dopo, Margaux e l'uomo sono vittime di un incidente stradale, l'uomo é morto e Margaux è lievemente ferita, Benjamin e Barbaroux scoprono che i freni dell'auto sono stati sabotati.

## Missione a Pessac
- Titolo originale: Mission à Pessac
- Diretto da: Aruna Villiers
- Scritto da: Lissa Pillu

### Trama
Un amico e ex assistente di Lebel, nonché proprietario insieme alla moglie di un'azienda vinicola nel vigneto di Graves viene aggredito nelle sue cantine dopo aver scoperto che il suo vino era avvelenato e Benjamin indaga sul consiglio della moglie della vittima.

## Nozze d'oro a Sauternes
- Titolo originale: Noces d'or à Sauternes
- Diretto da: Aruna Villiers
- Scritto da: Jacques e Christiane Lebrima

### Trama
Lebel, durante una sessione di autografi per il suo libro, viene avvicinato da una coppia di coniugi per una valutazione della loro cantina e accetta, ma il giorno dopo Lebel con Mathilde li trova uccisi e con le loro bottiglie di Sauternes scomparse.

## Lo Champagne delle vedove
- Titolo originale: Les Veuves soyeuses
- Diretto e scritto da: Régis Musset

### Trama
Lebel viene chiamato dalla titolare di una casa produttrice di champagne che vuol intitolare a nome del figlio deceduto di recente, ma è complicato da un omicidio.

## Vini e guai nella valle della Loira
- Titolo originale: Boire et déboires en Val de Loire
- Diretto da: Marc Rivière
- Scritto da: Jacques e Christiane Lebrima

### Trama
Lebel indaga sull'omicidio di un suo vecchio amico giornalista che stava indagando sulla strana morte ella moglie di un attore famoso appena ritiratisi nel suo castello nella valle della Loira, e i sospetti sono tanti.

## Il mistero del vino Jaune
- Titolo originale: Question d'eau de vie... ou de mort
- Diretto da: Aruna Villiers
- Scritto da: Jacques e Christian Lebrima

### Trama
Lebel viene incaricato per indagare su un incendio avvenuto in una tenuta del barone di Castayrec, in cui un ex attivista ha perso la vita, scoprendo la rivalità tra i due figli del barone.

## Le dame di Avignone
- Titolo originale: Massacre à la sulfateuse
- Diretto da: Régis Musset
- Scritto da: Jacques e Christiane Lebrima

### Trama
Lebel, assistito da France Pelletier, viene chiamato a Châuteauneuf-du-Pape da un sommelier per valutare il Domaine Duézee, di proprietà delle sorelle dalla morte del loro padre, scoprendo che la tenuta è in crisi dopo la morte del padre di un ex cantiniere, ma lo stesso ex cantiniere viene ucciso e Lebel indaga sull'omicidio.

## Incidente alla Corbieres
- Titolo originale: Coup de tonnerre de les Corbières
- Diretto da: Régis Musset
- Scritto da: Jacques e Christiane Lebrima

### Trama
Lebel, accompagnato dal suo assistente Silvere, si reca a Narbonne per incontrare una sua ex fidanzata, però il giorno prima del suo arrivo uno scrittore locale viene trovato cadavere lungo il canale, e il suo computer è stato rubato.

## Sete di potere
- Titolo originale: Chaos dans le vin noir
- Diretto da: Marc Riviere
- Scritto da: Didier Vinson

### Trama
Lebel, insieme alla sua assistente Mathilde, si reca a Chaors per valutare un'annata del Château Camps de Gréze, di proprietà di un sommelier. Lebel e Mathilde trovano un cadavere nella vasca numero 13, e Lebel è più cauto perché i sospettati sono molti.